# Yevheniya Tovstohan
Yevheniya Tovstohan (em russo:  Евгения Товстоган; Moscou, 3 de abril de 1965) é uma ex-handebolista russa, medalhista olímpico.
Yevheniya Tovstohan fez parte do elenco medalha de bronze, de Seul 1988.